# Гаврил Стоилов
Гаврил (Гаве) Стоилов Сейменски е български революционер, деец на Върховния комитет и Вътрешната македоно-одринска революционна организация.

## Биография
Гаврил Сейменски е роден в 1884 година в малешевското село Смоймирово, тогава в Османската империя. Революционната си дейност започва в 1908 година. Арестуван е от властите в 1912 година и затворен, но успява да избяга от затвора и при избухването на Балканската война е доброволец в Македоно-одринското опълчение и служи в четата на Дончо Златков. Пленен е от гърците и заточен на остров Трикери.
В началото на 1914 година се завръща в Смоймирово и става малешевски околийски войвода на ВМОРО. Води редица сражения със сръбски части, сред които при Стоймирово на 4 април 1914 година, в Готен планина и в Сливница планина, Беровско.
През Първата световна война е в партизанската рота на 11-а дивизия на поручик Никола Лефтеров. Придаден е към германското разузнавателно бюро като взводен командир. Награден е от германските военни власти с орден за военни заслуги. В 1917 година е изпратен в Прокупленско за потушаване на Топлишкото въстание с дружинен командир майор Атанасов. Води сражения с въстаниците при Пролом планина, Зидович Каман, Мали Ястребац.
След края на войната в 1918 година се завръща в Смоймирово. Издаден е от сърбомани и е заловен и убит, когато отива на нивата си.
На 7 април 1943 година вдовицата му Пелагия Стоилова на 55 години, родена и жителка на Смоймирово, подава молба за българска народна пенсия, която е одобрена и пенсията е отпусната от Министерския съвет на Царство България.
- Жалба против отпуснатата народна пенсия на Палагия Стоилова, вдовица на войводата Гаврил Сейменски, от жители на Смоймирово и Берово
- Жалба против отпуснатата народна пенсия на Палагия Стоилова, вдовица на войводата Гаврил Сейменски, от жители на Смоймирово и Берово
- Проверка на пенсионната молба на Гаврил Стоилов от директора на Горноджумайската областна дирекция, 25 януари 1944 г.
- Проверка на пенсионната молба на Гаврил Стоилов от директора на Горноджумайската областна дирекция, 25 януари 1944 г.